# XLR8R
XLR8R("액셀러레이터"로 발음)는 음악, 문화, 스타일 및 기술에 대해 다르는 웹사이트이다.

## 역사
XLR8R는 1993년 시애틀의 앤드류 스미스가 뉴스프린트 잡지로 창간하였다. 당시에 샌프란시스코와 뉴욕에 사무실을 가지고 있었다. XLR8R의 초기에는 전자 음악에 초점을 맞추었으나 시간이 지나며 점점 인디 록, 힙합, 레게/댄스홀 등 장르가 넓어질뿐만 아니라 스타일, 예술, 패션 및 기술 분야의 관련 트렌드도 포괄적으로 다루었다.
XLR8R은 연간 10회 발행되었으며, 국제적으로 배포됐다. 특별호로는 뮤직 테크놀로지(Music Technology)호, 연말 베스트 오브(Best Of)호, 특정 도시(베를린, 샌프란시스코, 로스앤젤레스, 시카고, 뉴욕 등)의 음악계를 다루는 호가 포함되어 있었다. 구독자는 잡지 편집자가 직접 선택한 트랙으로 구성된 무료 월간 CD인 Incite를 받았다.
2007년 3월, XLR8R은 리비전3가 주최하는 인터넷 TV쇼 XLR8R TV를 런칭해 매주 화요일 새로운 에피소드를 방영했다. 이 쇼는 뮤지션, 예술가 및 XLR8R에서 다루는 신을 선보인다.
2011년, XLR8R은 인쇄 잡지 발행을 중단하고 웹 전용 간행물이 되었으며, 이듬해 버즈 미디어에 인수됐다.